# Thorbjørn Jagland
Thorbjørn Jagland (nume la naștere Thorbjørn Johansen; n. 5 noiembrie 1950, Comuna Drammen, Buskerud, Norvegia) este un politician norvegian, membru al Partidului Laburist, secretar general al Consiliului Europei în anii 2009-2019. El a deținut anterior funcțiile de prim-ministru al Norvegiei (1996-1997), ministru al afacerilor externe al Norvegiei (2000-2001) și respectiv președinte al Parlamentului Norvegian (2005-2009).